# عشق سرمست
عشق سرمست (به انگلیسی: Love Drunk) دومین آلبوم استودیویی از گروه موسیقی آلترناتیو راک بویز لایک گرلز است که در ۷ سپتامبر ۲۰۰۹ توسط کلمبیا رکوردز منتشر شد.